# Бистриця (Дрогобицький район)
Би́стриця (колишня назва: Пруси) — село Дрогобицького району Львівської області. 20 км до Дрогобича.
У селі при дорозі є дерев'яна церква Воздвиження Чесного Хреста 1888. Церква належить до УГКЦ.

## Перейменування
7.5.1946 р. село Пруси перейменували на село Бистриця і Прусівську сільську Раду — на Бистрицьку.

## Історія
5 грудня 1443 р. згадується у грамоті базельського синоду.
Населення на 1939 рік: українців 883, поляків 9, євреїв 18.
Церква дерев'яна, читальня «Просвіти», кооператив.

## Видатні люди
- Грималяк Емілій (1908—1997) — український педагог, філософ.
- Пашко Атена-Святомира Василівна (1931, Бистриця — 2012) — українська поетеса, громадська діячка, вдова В'ячеслава Чорновола. Почесний голова Союзу Українок.